# ボルト (映画)
『ボルト』（原題：Bolt）は、2008年のウォルト・ディズニー・アニメーション・スタジオ製作のCGIアニメ映画である。声優にはジョン・トラボルタやマイリー・サイラスなど豪華なキャストとなっている。ディズニーデジタル3-Dに対応している映画館では立体映像で見ることができる。同時上映はカーズトゥーン メーターの世界つくり話第4話メーターの東京レース（Tokyo Mater）。
2009年12月16日、ブルーレイ（本編DVD付き）・DVD（単品とmicroSD付きの2種類がある）・microSD版が発売されたが、「メーターの東京レース」は収録されなかった。
ウォルト・ディズニー・アニメーション・スタジオの長編映画が日本で8月に公開されたのは1996年公開の「ノートルダムの鐘」以来13年ぶりとなる。

## 概要
2006年、ピクサーがディズニーの完全子会社となったため、本作はピクサー最高責任者であるジョン・ラセターが立ち上がりから完成まで携わった最初の作品である。そのため2000年代に突入してから低迷を喫していたディズニー・アニメーションとしては久々に高い評価を受け、第81回アカデミー賞の長編アニメ映画賞部門にもノミネートされるなど、新生ディズニー第1弾作品として今後が期待される成功を遂げた。
この映画の主題歌「I Thought I Lost You」は、ペニー役のマイリー・サイラスとボルト役のジョン・トラボルタが共に歌っている。
日本版では、甲斐名都(kainatsu)による「同じ空を見上げてる」がエンディングテーマとなっている。
ちなみに、ライノ役の声優はディズニーのアニメーターであるマーク・ウォルトンが担当している。また､ウォルト・ディズニー・スタジオ・アニメーションの3Dアニメーションは一旦休止する､次作のみプリンセスと魔法のキスは2Dに戻ることとなる。

## あらすじ
テレビの中のスーパーヒーロー犬として、飼い主のペニーと共に活躍中のシェパード犬ボルト。
彼は自分には本当にスーパーパワーが備わっていると思いこんでいた。
ある日、ボルトは勘違いから撮影スタジオを飛び出し、ニューヨークで迷子になってしまう。そして、黒ネコの雌ミトンズや、ハムスターのライノに出会いながら、様々な経験を通して、今まで自分の知らなかった現実の世界を学んでいく。彼は次第に、自分は「スーパーパワー」など持っていない普通の犬であることを知る。
様々な経験を積んだボルトは、ようやくハリウッドに帰り着いたが、スタジオでペニーが自分そっくりのタレント犬を抱きしめていることを目の当たりにしたことにショックを受けた。しかしこれはリハーサルである。スタジオを去ろうとしたが、ミトンズが偶然にもペニーがボルトを失ったことに心を痛めていたという本音を聞き、ボルトを説得する。
一方、スタジオで映画の撮影中、ボルトそっくりのタレント犬のミスでスタジオが火事になってしまい、ペニーは取り残されてしまう。戻ってきたボルトはペニーを救出しようとしたが、ペニーがセットの下敷きになったことで助けることはできない。そこでボルトが換気口に向かって大声で吠えたことによって消防隊が気付き、ボルトとペニーは救出された。それを見たマネージャーはこの出来事をネタにしようとしたが、ペニーはそれを拒否。
その後、ボルトとペニーはミトンズとライノを迎え入れ、郊外の一軒家でみんなと一緒に日常を過ごしたのだった。

## 登場キャラクター
ボルト
本作の主人公。
子犬の頃ペニーと動物保護施設で出会い、そのままペットとして共に暮らすことになる。
5年後、ペニーの父によって遺伝子に改造を施されたスーパードッグとなり、ペニーを守る。突進で車も吹き飛ばし、ヘリをも凌ぐスピードで走り、にらんだもの全てを焼き尽くすヒート・ヴィジョンを放ち、さらには衝撃波を巻き起こすスーパーボイス（英語ではSuper Bark、”スーパー遠吠え”）も使いこなして悪の軍団を撃退する。
しかし、これはあくまでドラマの設定で、彼は撮影スタジオと犬小屋代わりのトレーラーハウスから1歩も外へ出されていないので、ドラマの世界を現実と思い込んでいる。そのため普通の犬の生活の何たるかを全く知らないでいる。その辺りはドラマの共演者である「悪の親玉ドクター・キャリコの飼い猫たち」にいいようにからかわれているが、当然本人にからかわれているという自覚は無い。
ある日、ドラマの中で攫われたペニーを助けようとする余り、手違いでニューヨークへ宅配されてしまう。
やがて、初めての現実世界での様々な経験を通して、成長していく。
ペニー
本作のヒロインのティーンズ女優。スーパードッグであるボルトの力を借りて、悪と闘う少女を演じている。
しかしボルトへの想いは本物。ボルトを家に連れて帰りたいと常々思っているが、ドラマ内でのボルトの演技にリアリティを追求するスタッフの意向や、相手の話を全く聞かないマネージャー相手ではそれもかなわず、もどかしい思いを抱え続けている。
撮影中にボルトが失踪してしまったことで大きなショックを受けることになる。さらには別の犬としたくもないのに共演しなければならなくなってしまい、淋しさはますます大きなものになった。
前述のように話の通じないマネージャーが相手でも必死に抗議を挑んだり、スタッフに迷惑はかけられないと、別犬との共演も淋しさをこらえて懸命にこなすなど、少女ながらも芯の強さが窺える。
ミトンズ
ニューヨークの路地裏を拠点としていたメスの野良猫。現実主義で悲観的な考えの持ち主。
鳩達をこき使って飯にありついていたが、鳩達の報復でボルトに捕まり「ドクター・キャリコの仲間」と決め付けられ、無理やり彼の旅に同行させられてしまう。
当初は、スーパードッグを自称するボルトの奇天烈な言動に戸惑い必死に逃げようとするも、自身のミスで保健所に捕まったところを責任を感じたボルトに助けられてから、次第に彼に心を開いていく。
ライノ
いつも透明プラスチックボールに入っている、テレビオタクのハムスター。
キャンピングカーでテレビを見ている最中、「憧れのヒーロー、ボルト」が偶然側にいたことに興奮しまくり、強引にボルトの旅に同行。彼もドラマの世界を現実だと思い込んでいるが、その思い込みと行動力はボルトを上回る。
彼の何気ない一言は要所要所で重要となっていく。
ドクター・キャリコ
ドラマ内の悪の親玉。いつも猫を肩に乗せ、右目が緑色の義眼になっている。
ディレクター（ボブ・ドーレン）
ドラマ制作の最高責任者。ボルトの思い込みは、「迫真の演技を撮影したい」という彼の目論見によるもの。しかし視聴率が低下しているというリサーチ結果を受け、ペニーが誘拐される話を作った。これが全ての発端となる。
マネージャー（トム・オドネル)
本作のディズニー・ヴィランズ。
相手の話は「ピンで留めて保留にする」だけで聞きもせず、ペニーに山ほどの仕事を強いる初老の男。相手を自分の金稼ぎの道具だとしか考えていない節があり、何が起ころうともその無神経な態度を変えない。
名前は劇中では「ザ・エージェント」となっているので小説版から。
ペニーのママ
ペニーの母親。娘のボルトへの思いをきちんと理解し、ボルト失踪のときも迷子犬探しのチラシを作ろうとまでした。
いつもは物静かだが、娘に対して失礼な相手には毅然とした態度を取る。

## トリビア
- 最初のシーンの動物保護施設の職員の男性と見られる人物が劇中の3場面で確認できる。

1. ミトンズがゴミ箱を探り、ボルトにアメリカ全土の地図を見せるところの直前の通行人
2. バーベキュー場
3. ラストの火事場

- ディレクターとテレビ局のミンディが言い争う場面でディレクターの後ろの、音の量を表すゲージが声にあわせて動く。
- マネージャーのトムが使用している携帯電話はiPhoneであるが、次の場面では機種が変わっている。

## 声の出演
| 役名                 | 英語版                     | 日本語吹替   |
| -------------------- | -------------------------- | ------------ |
| ボルト               | ジョン・トラボルタ         | 佐々木蔵之介 |
| ペニー               | マイリー・サイラス         | 白石涼子     |
| ミトンズ             | スージー・エスマン         | 江角マキコ   |
| ライノ               | マーク・ウォルトン         | 天野ひろゆき |
| ドクター・キャリコ   | マルコム・マクダウェル     | 中村秀利     |
| ディレクター         | ジェームズ・リプトン       | 東地宏樹     |
| ペニーのマネージャー | グレッグ・ジャーマン       | 山路和弘     |
| ペニーのパパ         | シードネラン               | 根本泰彦     |
| ペニーのママ         | グレイ・デリスル           | 松岡洋子     |
| ペニー（幼少期）     | クロエ・グレース・モレッツ | 藤井結夏     |
| ベテラン・キャット   | ディードリッヒ・バーダー   | 龍田直樹     |
| ブレイク             | ニック・スウォードソン     | 梅津秀行     |
| 鳩                   | 不明                       | ウド鈴木     |

## 評価
レビュー・アグリゲーターのRotten Tomatoesでは189件のレビューで支持率は89%、平均点は7.2/10となった。Metacriticでは29件のレビューを基に加重平均値が67/100となった。

## ライノ!
『ライノ!』（原題：Super Rhino）は、2009年3月22日にボーナスコンテンツを収録された短編アニメーション。ボルトのスピンオフである。日本では、2009年12月16日にボーナスコンテンツで発売された。